# Mimerose Beaubrun
Mimerose P. "Manzè" Beaubrun (sinh ngày 13 tháng 11 năm 1956) là một nhạc sĩ và nhà văn người Haiti.
Sinh ra Mimerose Pierre  tại Ouanaminthe, cô đã nhận được bằng tốt nghiệp về Nhân chủng học Văn hóa và Xã hội từ Đại học d'État d'Haiti . Beaubrun là một trong những ca sĩ chính và là thành viên sáng lập của rasin band Boukman Eksperyans. Cô đã kết hôn với một thành viên sáng lập khác, Theodore Beaubrun, một thành viên của một gia đình giải trí Haiti đáng chú ý . Cặp vợ chồng có hai con: Laura và Paul .
Cô quảng bá văn hóa Haiti , bao gồm cả Vodou Haiti, và đã nghiên cứu rộng rãi hệ thống sống chung được gọi là lakou . Beaubrun là một nữ tu sĩ mambo, hay Vodou.
Cô là tác giả của Nan Dòmi, récit d'une initiation vodou (2011), được dịch sang tiếng Anh với tên Nan Dòmi: An Initiate's Journey in Haiti Vodou (2013). Cô cũng là đồng tác giả của cuốn sách năm 1998 Livre ouvert sur le développement endogène d'Haïti, được dịch sang tiếng Anh là Sách mở về sự phát triển nội sinh của Haiti.